# 維維河
維維河是俄羅斯的河流，屬於下通古斯河的右支流，由克拉斯諾亞爾斯克邊疆區負責管轄，河道全長426公里，流域面積26,800平方公里，發源自維維湖，流經普托拉納高原，河水主要來自融雪。